# Gare de Lannion
La gare de Lannion est une gare ferroviaire française de la ligne de Plouaret à Lannion, située sur le territoire de la commune de Lannion, dans le département des Côtes-d'Armor, en région Bretagne.
Elle est mise en service en 1881 par la  compagnie des chemins de fer de l'Ouest. C'est aujourd'hui une gare de la Société nationale des chemins de fer français (SNCF), desservie par des TGV et des trains TER Bretagne.

## Situation ferroviaire
Établie à 8 m d'altitude, la gare de Lannion est la gare terminus de la ligne de Plouaret à Lannion, située au point kilométrique (PK) 547,146. Cette courte antenne s'embranche sur la ligne de Paris-Montparnasse à Brest, à la sortie de la gare de Plouaret-Trégor au PK 531,201. La gare de Kerauzern, aujourd’hui fermée, est la seule qui sépare celle de Lannion de celle de Plouaret-Trégor.

## Histoire

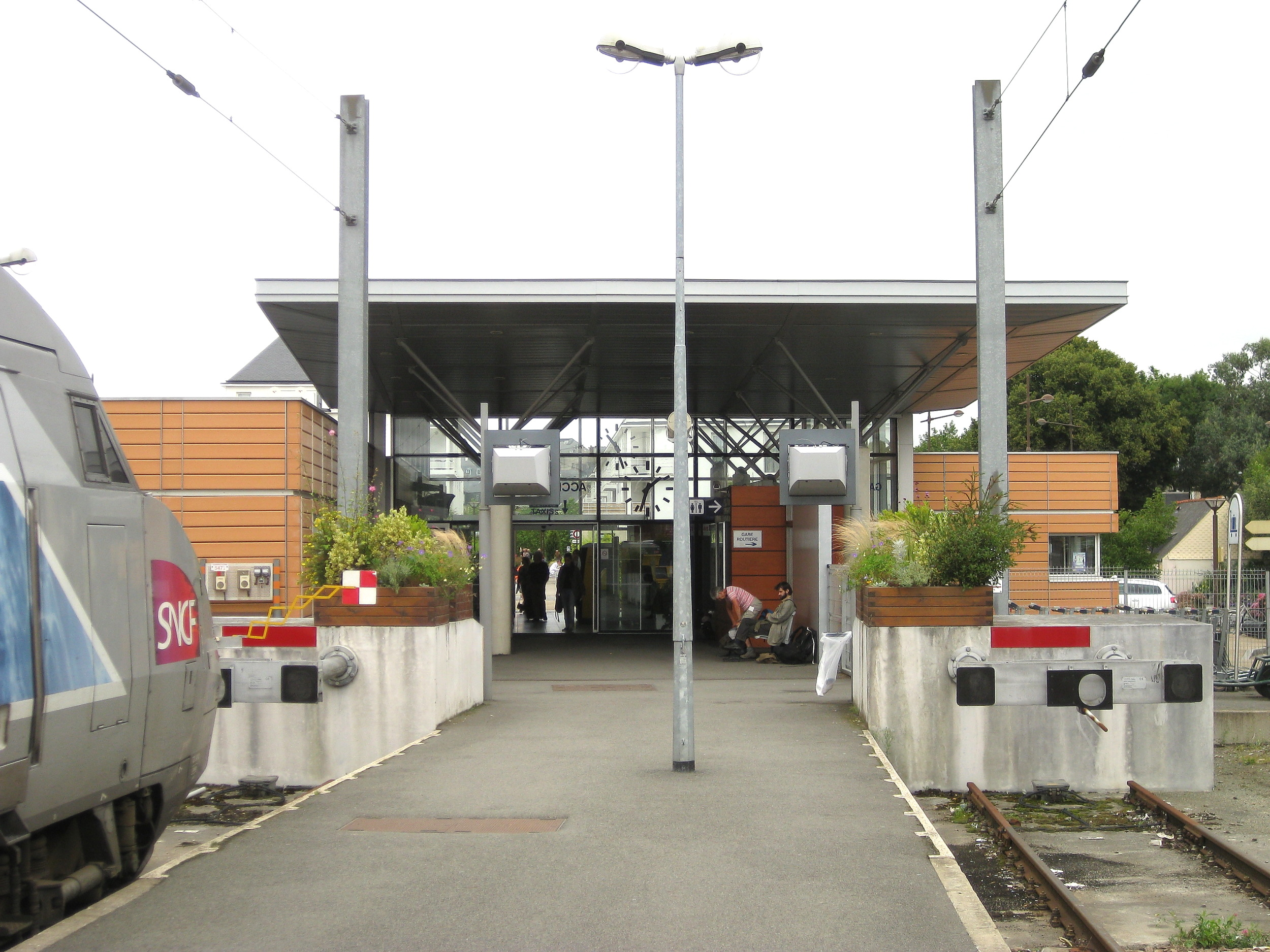
Le bâtiment voyageurs vu des quais.

La compagnie des chemins de fer de l'Ouest ouvre le 13 novembre 1881, l'embranchement de 16 km entre la gare de Plouaret et sa nouvelle gare de Lannion.  
En 1913 les voies sont remaniées pour permettre la mise en place de transbordement avec les lignes du réseau des chemins de fer des Côtes-du-Nord, et en 1922 est mise en place d'une voie permettant la desserte du port. Cette voie est fermée en 1980.
Le début du XXIe siècle marque un tournant dans l'histoire de la gare avec l'électrification de l'embranchement qui la relie avec la ligne Paris - Brest. Cela s'accompagne de la démolition de son bâtiment voyageurs historique le 5 juin 2000. Il laisse la place à la modernité d'une nouvelle gare TGV qui accueille sa première rame le 30 juin 2000, jour de son inauguration. La gare se trouve alors en recul de 71 mètres du bâtiment originel.

### Accidents et sabotages
Pendant la Seconde Guerre Mondiale, la gare de Lannion est l'objet de plusieurs actes de résistance :
- 16 mars 1943 : vers 22h45, un engin explosif endommage un baraquement hébergeant des soldats allemands et provoque des dégâts matériels.
- 14 avril 1944 : vers 0h45 5 wagons citernes dont trois remplis de 10 000 litres d'essence reçoivent des engins explosifs mais seul ceux des deux wagons vides ont atteint leur objectif
- 1er mai 1944 : au niveau d'un pont à proximité de la gare, 2 explosifs réalisés avec du mastic et un détonateur sont placés entre les voies. Ils sont découverts avant leur explosion.

## Fréquentation
De 2015 à 2023, selon les estimations de la SNCF, la fréquentation annuelle de la gare s'élève aux nombres indiqués dans le tableau ci-dessous.
| Année                     | 2015    | 2016    | 2017    | 2018    | 2019    | 2020    | 2021    | 2022    | 2023    |
| ------------------------- | ------- | ------- | ------- | ------- | ------- | ------- | ------- | ------- | ------- |
| Voyageurs                 | 170 323 | 175 940 | 191 738 | 192 072 | 222 479 | 157 795 | 226 935 | 374 688 | 303 522 |
| Voyageurs + non voyageurs | 212 904 | 219 925 | 239 673 | 240 091 | 278 099 | 197 244 | 283 669 | 374 688 | 379 402 |

## Service des voyageurs

### Accueil

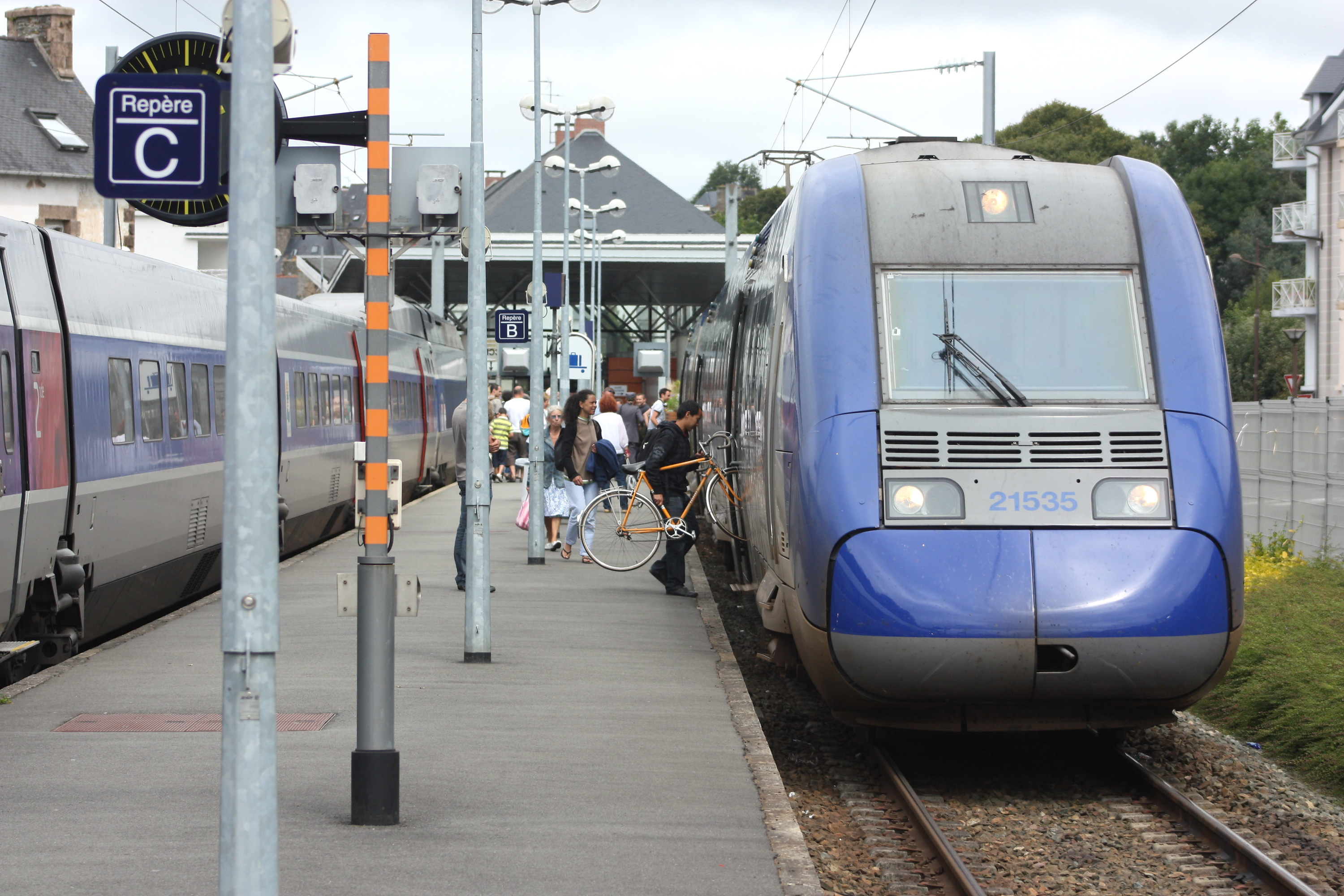
Z 21500 chargeant ses voyageurs.

Gare SNCF, elle dispose d'un bâtiment voyageurs, avec guichets ouverts tous les jours, elle est équipée de distributeurs automatiques de titres de transport TER. 

### Desserte

#### TGV Atlantique
La gare est desservie par des TGV Atlantique circulant en provenance et à destination de Paris-Montparnasse. L'offre comprend un aller-retour par semaine (aller le vendredi, retour le dimanche) toute l'année[réf. nécessaire] et un aller-retour quotidien en juillet et août.

#### TER Bretagne
Elle est desservie par des trains TER Bretagne en provenance et à destination de Plouaret-Trégor. L'offre comporte 7,5 allers-retours en juillet et août et 9 à 10 le reste de l'année[réf. nécessaire].  La plupart des trains continuent vers ou sont en provenance de Guingamp, Saint-Brieuc ou Rennes vers l'est et Brest vers l'ouest,[réf. nécessaire].

### Intermodalité
Des parkings pour les véhicules et les vélos sont aménagés.
La gare est desservie par deux réseaux routiers distincts :
- Les lignes A, C, D et E des bus urbains des Transports intercommunaux Lannion-Trégor (TILT) ;
- Les lignes 6 et 27 du réseau régional BreizhGo ;
- La ligne interurbaine no 30 circulant entre Lannion et Morlaix.

## Cinéma
L'ancienne gare de Lannion apparait dans le film « La Bataille du rail » de René Clément.

#### Revues et journaux
- Revue d'histoire du Musée du Petit Train des Côtes-du-Nord, ACFCdN, no 16
- Serge Tilly et Alain Prigent, « La Bataille du rail dans les Côtes-du-Nord », Les Cahiers de la Résistance Populaire, no 8/9.

#### Livres et brochures
- Laurent Goulhen, Petits Trains du Trégor : ligne Lannion-Plestin, Skol Vreizh, 2004  (ISBN 2-9156230-5-8)
- Laurent Goulhen, Petits Trains du Trégor : lignes Lannion-Perros-Tréguier-Plouëc, Skol Vreizh, 2008  (ISBN 978-2-915623-50-5) (BNF 42016034)